# Oluf Braren
Oluf Braren (7. februar 1787 i Oldsum på Før, dengang Danmark – 22. marts 1839 i Toftum, dengang Danmark) var en nordfrisisk kunstmaler. Han blev især kendt for sine portrætter, skildringer fra folkelivet på Før og sine religiøse billeder. Amatørmalerens billeder viser en tæt forbindelse til hans nordfrisiske hjemstavn. En del af hans værker tilordnes den naive maleri.
Oluf Braren blev født 1787 i Oldsum på friserøen Før, hvor hans far var landmand og smed. Efter familiens ønske skulle han blive smed, men han var mere interesseret i litteratur og naturhistorie. Allerede med 19 år fik et lærerembede i Brarup på Sild, hvor han også mødte sin senere kone Meete. I september 1808 giftede de sig. To år senere rejste han sammen med Meete hjem til sin hjemø Før for at arbejde som lærer i Midlum, Yttersum, og siden i Toftum, hvor han blev til sin død i 1839. I Yttersum indledte han et kærlighedsforhold til sin elev Ing Peter Matzen fra nabobyen Hedehusum, hvis forholdet holdt i alt syv år.
På trods af hans isolerede tilværelse, efterladt han en række kunstværker på højstående niveau. Hans værk omfatter både portrætter, skildringer fra folkelivet og en række religiøse og mytologiske halvfigurbilleder. Portrætterne viser mest venner og familiemedlemmer. Mest kendt er hans storportræt af Jong Göntje Braren. Portrætterne oplyser meget om de afbildede personers væsen og karakter samt kunstneres indre indstilling. Hans billeder viste for det meste stolte og selvbevidste skikkelser. Centralt i hans produktion står det ufuldendte billede En brudevielse på Før. 
Ves siden af maleriet var han også stærkt optaget af naturhistorie. Allerede i 1813 udgav en illustreret bog med hans egne billeder af henved 100 pattedyr. Mens han levede, var han næsten ukendt. Først i 1900-tallet blev hans værk genopdaget. Oluf Braren døde i 1839 i Toftum og er begravet på kirkegården i Syderende.

## Billeder
- Ing Peter Matzen med børn
- Kristusbillede
- Bryllup på Før